# Ragazzi della nebbia
Ragazzi della nebbia è un singolo del DJ producer italiano Mace, del cantante italiano Irama e del gruppo musicale italiano FSK Satellite, pubblicato il 13 novembre 2020 come primo estratto dal primo album in studio di Mace OBE.

## Tracce
Testi e musiche di Simone Benussi, Andrea Venerus, Filippo Maria Fanti, Rocco Modello, Michele Ballabene e Romano Maiorella.
1. Ragazzi della nebbia – 3:10

## Formazione
- Mace – produzione
- Venerus – produzione
- FSK Satellite – voci
- Irama – voce
- Andrea Suriani – missaggio, mastering

## Classifiche
| Classifica (2021) | Posizione massima |
| ----------------- | ----------------- |
| Italia            | 54                |